# ورزشگاه مجموعه ورزشی المپیک لوکباتان
ورزشگاه مجموعه ورزشی المپیک لوکباتان (انگلیسی: Lökbatan Olympic Sport Complex Stadium) یک ورزشگاه در شهر لوکباتان و در نزدیکی شهر باکو است. این ورزشگاه در سال ۲۰۰۷ گشایش یافت.